# Noah Hoffman
Noah Hoffman, född 1 augusti 1989, i Evergreen, Colorado, är en amerikansk före detta längdskidåkare som tävlade i världscupen från 2009 till 2018. Han gjorde ett litet uppehåll strax efter världscupdebuten och tävlade inte igen förrän februari 2012. 
Under säsongen 2012/2013 kom Hoffman på en åttondeplats i skiathlonen i kanadensiska Canmore den 16 december 2012, hans dittills bästa resultat i världscupsammanhang.
Han har deltagit i två VM, 2011 och 2013. I Holmenkollen 2011 blev hans bästa individuella resultat en 29:e plats i 15 km klassiskt. Han klättrade några placeringar till Val di Fiemme 2013 där han kom på 15:e plats i samma distans, 15 km klassiskt.
Säsongen 2013/2014 inledde han starkt. I Nordiska öppningen i finländska Kuusamo vann han loppet över 15 km jaktstart i fristil den 1 december 2013. Även om det är en deltävling så ingår den i världscup och räknas in som vanligt. Därmed blev detta Hoffmans första pallplats och det hittills bästa resultatet i världscupen.
I Tour de Ski 2013/2014 kom han tvåa i långloppet mellan Cortina - Toblach på 35 km fristil. Trots att han inte var tvåa i mål placerades han som tvåa på etappen då han hade den näst snabbaste totala åktiden, efter Johannes Dürr. Eftersom Dürr i efterhand diskvalificerades för dopning flyttades Hoffman fram i resultatlistan och blev officiell segrare av etappen.
Den 1 april 2018 meddelade Hoffman att han avslutar karriären.

## Meriter

### VM
- 15:e plats i VM 2013.

### Världscupen
- 1:a plats i 15 km jaktstart, Kuusamo 1 december 2013. (etapp i Nordiska öppningen)
- 2:a plats i 35 km fristil, Cortina - Toblach 3 januari 2014 (etapp i Tour de Ski 2013/2014)